# Blueface
乔纳森·迈克尔·波特（英语：Johnathan Michael Porter ，1997年1月20日 - ），艺名Blueface ，美国饶舌歌手、歌手与词曲作家。2018年10月，Blueface的歌曲“Respect My Cryppin”随音樂錄影帶发布，由于另类的说唱风格，他成为了爆红的迷因。次月，Blueface与Birdman的厂牌Cash Money Records的西海岸分支Cash Cash West签约。2019年，由卡迪·B与YG献声的其单曲“Thotiana”的remix版成为了他迄今为止最成功的单曲，最高登至Billboard百强单曲榜第8名。2020年3月13日，Blueface发布了首张录音室专辑《Find the Beat》。